# Demophon (Goldschmied)
Demophon (altgriechisch Δημοφόων) war ein antiker griechischer Goldschmied.
Von Demophon sind weder Werke überliefert, noch sind Angaben zum Leben, nicht einmal einigermaßen sichere Lebensdaten bekannt. Er ist einzig durch ein Epigramm aus der um das Jahr 40 zusammengestellten Sammlung von Gedichten durch Philippos von Thessalonike bekannt, die im Rahmen der Anthologia Graeca überliefert wurde, dieses spezielle Epigramm im Rahmen des sechsten Buches mit den Weihe-Epigrammen. Ohne Demophon genauer vorzustellen, wird ein Einblick in eine antike Goldschmiedewerkstatt gegeben, die der Beschriebene jedoch in diesem Moment aufgibt, da er seinem Beruf aufgrund seiner nachlassenden Sehkraft nicht mehr nachkommen konnte. Als letzte Handlung weihte er dem Hermes Kyllenios seine Werkzeuge. Dieser hatte im Norden Arkadiens, am Berg Kyllini, ein Heiligtum.

«Αὐλὸν καμινευτῆρα τὸν φιλήνεμον
ῥίνην τε κνησίχρυσον ὠκυδήκτορα
καὶ τὸν δίχηλον καρκίνον πυραγρέτην
πτωκὸς πόδας τε τούσδε λειψανηλόγους
ὁ χρυσοτέκτων Δημοφῶν Κυλληνίῳ
ἔθηκε, γήρᾳ κανθὸν ἐζοφωμένος.»

„Den Blasebalg, der auf dem Herd die Glut entfacht,
die Feile, die mit scharfen Kanten Gold abschabt,
die Zange mit zwei Zinken, die durch Feuer faßt,
die Hasenpfötchen, Besen für die feinen Späne;
das stiftete der Goldschmied Demophon dem Herrn Kyllenes,
da er vor Alter nicht mehr deutlich sehen kann.“